# Marcha para Exu
A Marcha para Exu é um evento que busca promover a valorização e respeito pelo orixá Exu, uma figura importante nas religiões afro-brasileiras, como o candomblé e a umbanda. Em 13 de agosto de 2023, ocorreu na Avenida Paulista, São Paulo, Brasil, uma manifestação chamada "Marcha pela Valorização de Exu e Pomba Gira".
Cerca de 60 mil pessoas de diferentes origens sociais se reuniram para defender a veneração do orixá Exu, parte das religiões Candomblé e Umbanda. O evento foi liderado pelo ativista Jonathan Pires e teve apoio policial. A intenção da marcha era promover respeito mútuo e compreensão, valorizando Exu e Pomba Gira enquanto reconhecia a diversidade religiosa. O evento foi idealizado por Jonathan Pires, um defensor da cultura e tradições afro-religiosas, especialmente voltadas ao Exu.
Exu é um orixá no candomblé e uma entidade na umbanda, desempenhando o papel de mensageiro entre divindades e seres humanos. A intolerância religiosa e a associação equivocada entre Exu e o demônio no cristianismo são algumas das raízes do preconceito enfrentado pelas religiões afro-brasileiras. O evento busca desconstruir essa visão deturpada e mostrar a importância e positividade de Exu na espiritualidade.
Em 2023, o evento ocorreu tanto na Avenida Paulista, em São Paulo, quanto na Gameleira, em Rio Branco. E, por sua repercussão, terá evento realizado no Rio de Janeiro.

## História
A Jornada de Celebração a Exu e Pomba Gira é uma iniciativa que se propõe a exaltar e honrar o orixá Exu, uma figura de destaque nas religiões afro-brasileiras, como o candomblé e a umbanda.
Exu desempenha um papel crucial como mensageiro entre as divindades e os seres humanos no candomblé, além de ser considerado uma entidade significativa na umbanda. A discriminação religiosa e a associação errônea entre Exu e o demônio no contexto cristão têm contribuído para o preconceito enfrentado pelas crenças afro-brasileiras. Essa jornada almeja desmistificar essa percepção distorcida, realçando a relevância e a positividade da presença de Exu na espiritualidade. Devido à sua ampla repercussão, está programada a realização do evento no Rio de Janeiro também.

## Descrição
A Marcha para Exu enfrenta críticas e acusações por parte de grupos evangélicos, que muitas vezes associam a figura de Exu a aspectos negativos e que pensaram se tratar de um evento em contraposição à Marcha para Jesus. Houve inclusive notícias de que o evento havia mudado de nome (“Evento de louvação à EXU nas ruas: Laroye”) para afastar a relação com o evento evangélico. Houve também quem divulgasse que a marcha era organizada por um apoiador do ex-presidente Bolsonaro.

Segundo seu criador, o evento busca esclarecer a verdadeira essência de Exu e promover o entendimento entre diferentes crenças religiosas.
"Lutamos para quebrar estigmas e promover o entendimento sobre Exu e as religiões afro-brasileiras, enfrentando a intolerância religiosa que persiste em nossa sociedade", destaca Jhonata Pires em entrevista à Folha de S. Paulo.
O evento conta com a participação de pessoas que buscam manifestar sua fé e as raízes afro-religiosas, enfrentando a opressão histórica e o preconceito. E também recebe apoio de indivíduos que se converteram de outras religiões para o candomblé ou a umbanda.
A Marcha para Exu é uma forma de resistência e expressão cultural, enfrentando a demonização das crenças afro-brasileiras e buscando um entendimento mais amplo e inclusivo das diferentes religiões presentes no país. O evento não tem um viés político declarado.
A Marcha para Exu é um evento com o propósito de fomentar o respeito inter-religioso e enaltecer a riqueza cultural e espiritual existente no Brasil. A iniciativa busca fortalecer uma perspectiva de sociedade caracterizada pela tolerância e inclusão. Os organizadores proeminentes incluem Pérola de Iemanjá, Luciana Brandão, também conhecida como Mãe Lu, bem como Jonathan Pires, juntamente com outros colaboradores envolvidos na realização do evento.